# Жайремська збагачувальна фабрика
Жайремська збагачувальна фабрика — підприємство гірничорудної промисловості в центральній частині Казахстану.
У перший період існування Жайремський гірничо-збагачувальний комбінат не мав власних збагачувальних потужностей, а видобуту барит-поліметалічну руду возили за сотні кілометрів на Кентауську та Текелійську фабрики. У першій половині 1990-х це призвело до зупинки виробництва, проте комбінат у тому ж десятилітті переорієнтувався на видобуток марганцевих та залізо-марганцевих руд з родовища Ушкатин III (а з 2004-го — також з родовища Жомарт). При цьому в 2000 та 2003 роках ввели в дію дві черги власної збагачувальної фабрики річною потужністю по 0,6 млн тонн кожна.
Фабрика переробляла первинні руди з випуском марганцевого та залізо-марганцевого концентрату. Перший постачався різним феросплавним підприємствам, тоді як фактично єдиним споживачем другого був карагандинский металургійний комбінат «ArcelorMittal Temirtau». У 2002—2005 роках випуск марганцевого концентрату коливався в межах 373—493 тисяч тонн, залізо-марганцевого — від 301 до 370 тисяч тонн.
У середині 2010-х група Жайремського гірничо-збагачувального комбінату отримала нового власника — концерн «Казцинк», який мав наміри передусім розробляти поліметалічні руди. Як наслідок, у 2015-му провели модернізацію наявних збагачувальних потужностей, що дозволило відновити видобуток барит-поліметалічної руди з родовищ Ушкатин ІІІ та Жайрем.
Наступним кроком стало спорудження нового потужного збагачувального майданчика поліметалічних руд, який став до ладу в 2021 році та має річну потужність у 5 млн тонн руди (можливо відзначити, що на той час видобуток з Ушкатин III припинився). Як анонсувалось, після цього Жайремський ГЗК може стати найбільшим виробником цинкового та свинцевого концентратів у Казахстані. Випущені новою фабрикою концентрати постачаються на Риддерський металургійний завод та Усть-Каменогорський металургійний комплекс концерну «Казцинк». Також споживачем виступає узбецький Алмалицький гірничо-металургійний комібнат.